# 小果滨藜
小果滨藜（学名：Microgynoecium tibeticum）是苋科小果滨藜属的植物。分布在帕米尔、西天山以及中国大陆的甘肃、西藏、青海等地，生长于海拔4,000米的地区，多生在高山地带，目前尚未由人工引种栽培。
其种加词“tibeticum”意为“西藏的”。